# Пехенец
Пехенец — деревня в Мшинском сельском поселении Лужского района Ленинградской области.

## История
Впервые упоминается в Писцовой книге Водской пятины 1500 года, как деревня Максимов Пихенец на Ящере в Никольском Бутковском погосте Новгородского уезда.
Как деревня Пехенец она обозначена на карте Санкт-Петербургской губернии Ф. Ф. Шуберта 1834 года.

ПЕХЕНЕЦ — деревня принадлежит Ораниенбаумскому дворцовому правлению, число жителей по ревизии: 49 м. п., 54 ж. п. (1838 год)

Деревня Пехенец отмечена на карте профессора С. С. Куторги 1852 года.

ПЕХЕНЕЦ — деревня Дворцового правления, по просёлочной дороге, число дворов — 19, число душ — 54 м. п. (1856 год)

ПЕХЕНЕЦ — деревня Дворцового ведомства при реке Ящере, число дворов — 21, число жителей: 60 м. п., 71 ж. п. (1862 год)

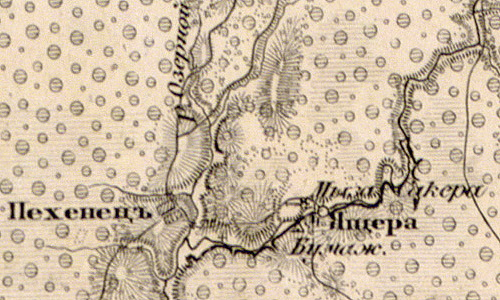
Деревня Пехенец на карте 1863 года

В XIX — начале XX века деревня административно относилась к Луговской волости 1-го земского участка 1-го стана Лужского уезда Санкт-Петербургской губернии.
По данным «Памятной книжки Санкт-Петербургской губернии» за 1905 год деревня Пехенец входила во Владычинское сельское общество.
С 1917 по 1919 год деревня Пехенец входила в состав Пехенецкого сельсовета Луговской волости Лужского уезда.
С 1920 года, в составе Владычинского сельсовета.
С 1926 года, в составе Толмачёвской волости.
С 1927 года, в составе Лужского района.
С 1928 года, вновь в составе Пехенецкого сельсовета.
С 1932 года, в составе Красногвардейского района.
По данным 1933 года деревня Пехенец входила в состав Пехенецкого сельсовета Красногвардейского района, в него входили 6 населённых пунктов: деревни Владычкино, Лужки, Малая Ящера, Мхи, Пехенец, Селищи, общей численностью населения 1763 человека, административным центром сельсовета была деревня Владычкино.
По данным 1936 года в состав Пехенецкого сельсовета с центром в деревне Мхи входили 6 населённых пунктов, 261 хозяйство и 6 колхозов.
В 1939 году население деревни Пехенец составляло 372 человека.
Деревня была освобождена от немецко-фашистских оккупантов 5 февраля 1944 года.
В 1958 году население деревни Пехенец составляло 181 человек.
С июля 1959 года, в составе Мшинского сельсовета Гатчинского района.
С февраля 1963 года, в составе Мшинского сельсовета Лужского района.
По данным 1966, 1973 и 1990 годов деревня Пехенец также входила в состав Мшинского сельсовета.
По данным 1997 года в деревне Пехенец Мшинской волости проживали 711 человек, в 2002 году — 702 человека (русские — 83 %).
В 2007 году в деревне Пехенец Мшинского СП проживали 699 человек.

## География
Деревня расположена в северной части района на автодороге 41К-703 (Пехенец — Малая Ящера), в месте примыкания её к автодороге 41К-678 (Красный Маяк — выход на автодорогу «Псков»).
Деревня расположена к юго-востоку от посёлка Мшинская. Расстояние до административного центра поселения — 10 км.
Расстояние до ближайшей железнодорожной станции Мшинская — 11 км.
Деревня находится на правом берегу реки Ящера.

## Демография
| 1838 | 1862 | 1939 | 1958 | 1997 | 2007 | 2010 |
| ---- | ---- | ---- | ---- | ---- | ---- | ---- |
| 103  | ↗131 | ↗372 | ↘181 | ↗711 | ↘699 | ↗715 |
| 2017 |      |      |      |      |      |      |
| ↘684 |      |      |      |      |      |      |

## Улицы
Заречная, Лесная, Молодёжная, Пионерская, Школьная.